# Hrabstwo Crawford (Iowa)

Piramida wieku hrabstwa

Hrabstwo Crawford – hrabstwo położone w USA w stanie Iowa z siedzibą w mieście Denison. Założone w 1837 roku.

## Miasta
| - Arion - Aspinwall - Buck Grove - Charter Oak | - Deloit - Denison - Dow City | - Kiron - Manilla - Ricketts | - Schleswig - Vail - Westside |

## Gminy
| - Boyer - Charter Oak - Denison - East Boyer - Goodrich | - Hanover - Hayes - Iowa - Jackson - Milford | - Morgan - Nishnabotny - Otter Creek - Paradise - Soldier | - Stockholm - Union - Washington - West Side - Willow |  |

## Drogi główne
| - U.S. Highway 30 - U.S. Highway 59 - Iowa Highway 37 | - Iowa Highway 39 - Iowa Highway 141 |

## Sąsiednie hrabstwa
- Hrabstwo Ida
- Hrabstwo Sac
- Hrabstwo Carroll
- Hrabstwo Shelby
- Hrabstwo Harrison
- Hrabstwo Monona